# Haza Pártja
A Haza Pártja (törökül: Anavatan Partisi, rövidítve: ANAP) egy politikai párt Törökországban, melyet Turgut Özal alapított 1983-ban. 2009 októberében egyesült a Demokrata Párttal.
Az ANAP egy jobbközép neoliberális és liberális konzervatív pártnak tekintették, amely támogatta a kormány gazdaságban játszott szerepének korlátozását, valamint a magántőkét és a magánvállalkozásokat és a vallás bizonyos nyilvános megnyilvánulásait. Társadalompolitikájában az iszlám értékeket hangsúlyozta, de az iszlámnak az iszlamista pártoktól eltérő, modern felfogását képviselte; gazdaságpolitikájában a liberalizációt és a szabad piacgazdaságot támogatta. Egyfajta neokonzervativizmust hirdetett, és a társadalom liberalizációját hangsúlyozta. Különösen 1991 óta, amikor Turgut Özalt Mesut Yılmaz követte, számos liberális reformot hajtottak végre. Az 1983-as török parlamenti választásokat az Özal vezette új Haza Párt nyerte meg. Bár a pártot az iszlám megújhodás híveinek és a világi liberálisoknak a potenciálisan bomlasztó keveréke alkotta, képes volt többségi kormányt alakítani, és rövid időre helyreállt a demokrácia.

### Története
1983-ban a 450 parlamenti mandátumból 212-t nyert el a Haza Pártja. Turgut Özal miniszterelnök lett 1989-ig, illetve a Török Köztársaság nyolcadik elnöke 1993-as haláláig. Az általános választásokat követően engedélyezték a politikai pártok indulását a helyi választásokon. 1987-ben a 10 éves tiltást követően szintén engedélyezte a CHP (törökül: Cumhuriyet Halk Partisi) és az AP (törökül: Adalet Partisi) több mint 200 vezetője térhetett vissza a politikai életbe. Az 1987. november 29-én tartott általános választásokon 36,31%-os szavazati aránnyal 292 helyet szerzett a 450-ből.
Ebben az időszakban az ANAP vezetői átalakították a gazdaságot szabadpiaci reformokkal, privatizációval, valamint a közkiadások jelentős csökkentésével. Ugyanekkor kérelmezték a törökök az Európai Gazdasági Közösséghez történő csatlakozásukat is, mely az Európai Unió előfutára volt, azonban ez a próbálkozás, hogy belépjen az EGK-ba kudarcba fulladt, mikor az ANAP bírálta a megkötendő vámunió előírásait, és úgy döntött, hogy ilyen feltételek mellett ez nem lehet Törökország érdeke.
1991-ben az ANAP elvesztette többségét az Igaz Út Pártja (törökül: Doğru Yol Partisi) és a Szociáldemokrata Néppárt (törökül: Sosyaldemokrat Halkçı Parti) politikai tömörülésekkel szemben. 1995-ben a Haza Pártja rövid időre visszatérhetett a hatalomba az Igaz Út Pártjának koalíciós társaként. 1997 júliusától 1998 novemberéig az ANAP jelöltje, Mesut Yılmaz lett a miniszterelnök. 1999 áprilisában az addigi legnagyobb vereségét szenvedte el az ANAP, a szavazatok 14%-val csak a negyedik legnagyobb politikai párt lett Törökországban (ez a 365 helyből 86-ot jelent). Később, a 2002-es választásokon az 5,12%-os szavazati aránnyal be sem jutott a parlamentbe.
2007. május 5-én jelentették be, hogy az ANAP és a Igaz Út Pártja egyesül Demokrata Párt (törökül: Demokrat Parti, DP) néven, azonban ez a kísérlet meghiúsult, és az ANAP bejelentette, hogy nem indul a közelgő választásokon. 2009. október 31-én egyesült a Demokrata Párttal. 2011. szeptember 11-én újjáalakult az eredeti ideológia mentén, jelenlegi elnöke İbrahim Çelebi.

### Vezetői
1983–2009 között időszak pártvezetői:
1. Turgut Özal (1983. május 20. – 1989. október 31.)
2. Yıldırım Akbulut (1989. november 16. – 1991. június 15.)
3. Mesut Yılmaz (1991. június 15. – 2002. november 4.)
4. Ali Talip Özdemir (2002. november 18. – 2003. október 3.)
5. Nesrin Nas (2003. október 15. – 2005. március 21.)
6. Erkan Mumcu (2005. április 2. – 2008. október 26.)
7. Salih Uzun (2008. október 26. – 2009. október 31.)